# Darko Bodul
Darko Bodul (Sarajevo, 11 januari 1989) is een Bosnisch-Kroatisch profvoetballer met een Oostenrijks paspoort. Bodul is clubloos sinds 1 juli 2021, nadat zijn contract bij Osmanlispor niet werd verlengd. 

## Clubcarrière

### sc Heerenveen
Bodul werd naar Nederland gehaald door sc Heerenveen, die hem hadden gescout bij de Oostenrijkse club First Vienna FC. Voor Heerenveen speelde hij van 14 februari tot en met 19 mei 2008 zeven keer mee in de Beloften Eredivisie, waarin hij niet wist te scoren. Hij werd echter gezien als een aanstormend talent.

### Ajax
Bodul kwam in de zomer van 2008 over van sc Heerenveen dat door een misverstand vergeten was een optie in zijn contract te lichten. Ajax kon Bodul zodoende transfervrij overnemen, waarna Bodul werd toegevoegd aan de selectie van Jong Ajax, het beloftenelftal van Ajax.
Onder leiding van trainers Adrie Koster en Aron Winter werd Bodul meteen gezien als de eerste centrumspits in de selectie van Jong Ajax. Bodul toonde goed te functioneren als centrumspits in het 4-3-3 systeem en was ten tijde van de winterstop de topscorer van Jong Ajax in de beloftencompetitie. Bodul werd ook genoemd als een van de beoogde opvolgers van de naar Real Madrid vertrokken Klaas-Jan Huntelaar in de A-selectie, maar werd niet door coach Marco van Basten meegenomen naar Portugal voor het trainingskamp van de A-selectie.
Door een blessure van spits Darío Cvitanich werd Bodul voor de uitwedstrijd tegen Vitesse aan de selectie toegevoegd. Op 8 februari 2009 maakte Bodul zijn debuut voor Ajax 1 door in het Arnhemse GelreDome in de rust in te vallen voor Vurnon Anita. Ajax stond op dat moment met 3-1 achter. Bodul kon niets meer forceren. Hij verlengde op 10 april 2009 zijn contract bij Ajax. Hij werd enkele keren in de selectie opgenomen.

### Verhuur aan Sparta
Op 31 augustus 2009 werd bekend dat Bodul voor een jaar werd verhuurd aan Sparta, om daar ervaring op te doen. In Rotterdam speelde Bodul voornamelijk als bewegende spits om aanvalspartner Rydell Poepon. 
Hij speelde 24 wedstrijden voor de Rotterdammers, waarin hij een goal maakte. In de zomer van 2010 keerde hij terug bij Ajax. Zowel onder Martin Jol, als onder Frank de Boer, was Bodul een vaste tribuneklant. Bij Jong Ajax stond Bodul in de spits. Hij moest hier de concurrentie aangaan met Hyun-Jun Suk.

### Omzwervingen
Op 31 januari 2011, de laatste dag van de winterse transferperiode, stapte hij over naar CD Nacional. Op 12 februari 2011 zat Bodul voor het eerst bij de wedstrijdselectie, voor een wedstrijd tegen União Leiria. Een dag later maakte hij zijn debuut. Bodul verloor zijn eerste wedstrijd met 0-1.
Nadat Lechia Gdańsk de aanvaller binnen dacht te hebben, week Bodul toch uit naar SK Sturm Graz, waar hij een eenjarig contract tekende met een optie voor nog een jaar. Voor SK Sturm Graz debuteerde Bodul op 3 augustus 2011 in de tweede voorronde van de Champions League, tegen FC Zestafoni.
In januari 2013 maakte Odense BK via de officiële kanalen bekend dat Bodul een contract voor 2,5 jaar had getekend. Bodul debuteerde voor Odense BK op 3 maart tegen FC Kopenhagen, waarbij hij meteen zijn eerste goal maakte voor de club. Na anderhalf seizoen ontbond Odense Boduls contract.
Bodul tekende in februari 2015 een contract tot het einde van het lopende seizoen bij SC Rheindorf Altach, met een optie voor nog twee jaar. Bodul eindigde een half jaar later als nummer drie van de Bundesliga met de club.  Hieraan droeg hij zelf bij in twaalf competitiewedstrijden, met onder meer één doelpunt.
Bodul tekende in juli 2015 een contract tot medio 2017 bij Dundee United, de nummer vijf van Schotland in het voorgaande seizoen. Tien maanden later gingen de club en hij in overleg uit elkaar. Bodul speelde elf competitiewedstrijden voor de club, zonder te scoren.
Bodul tekende in juli 2016 een contract tot medio 2018 bij Amkar Perm, de nummer elf van de Premjer-Liga in het voorgaande seizoen.
Medio 2018 ging Bodul voor promovendus Jenisej Krasnojarsk spelen. Hij verliet de club eind 2018 en ging in februari 2019 in Wit-Rusland bij Sjachtjor Salihorsk spelen. Met de club won hij in 2019 de beker en werd hij in 2020 landskampioen.

## Loopbaan
| Seizoen                           | Club                | Land                | Competitie           | Wedstrijden | Doelpunten |
| --------------------------------- | ------------------- | ------------------- | -------------------- | ----------- | ---------- |
| 2008/09                           | Ajax                | Vlag van Nederland  | Eredivisie           | 1           | 0          |
| 2009/10                           | → Sparta            | Vlag van Nederland  | Eredivisie           | 21          | 1          |
| 2010/11                           | Ajax                | Vlag van Nederland  | Eredivisie           | 0           | 0          |
| 2010/11                           | CD Nacional         | Vlag van Portugal   | SuperLiga            | 3           | 0          |
| 2011/12                           | SK Sturm Graz       | Vlag van Oostenrijk | Bundesliga           | 28          | 12         |
| 2012/13                           | SK Sturm Graz       | Vlag van Oostenrijk | Bundesliga           | 11          | 0          |
| 2012/13                           | Odense BK           | Vlag van Denemarken | Superligaen          | 14          | 4          |
| 2013/14                           | Odense BK           | Vlag van Denemarken | Superligaen          | 27          | 3          |
| 2014/15                           | Odense BK           | Vlag van Denemarken | Superligaen          | 8           | 1          |
| 2014/15                           | SC Rheindorf Altach | Vlag van Oostenrijk | Bundesliga           | 12          | 1          |
| 2015/16                           | Dundee United       | Vlag van Schotland  | Scottish Premiership | 11          | 0          |
| 2016/17                           | Amkar Perm          | Vlag van Rusland    | Premjer Liga         | 24          | 5          |
| 2017/18                           | Amkar Perm          | Vlag van Rusland    | Premjer Liga         | 25          | 1          |
| 2018/19                           | Yenisey Krasnoyarsk | Vlag van Rusland    | Premjer Liga         | 10          | 0          |
| 2018/19                           | Shaktjor Soligorsk  | Wit-Rusland         | Wyschejschaja Liga   | 17          | 8          |
| 2019/20                           | Shaktjor Soligorsk  | Wit-Rusland         | Wyschejschaja Liga   | 25          | 3          |
| 2020/21                           | Osmanlispor         | Turkije             | 1.Lig                | 9           | 1          |
| Totaal                            | Totaal              | Totaal              | Totaal               | 246         | 28         |
| Laatst bijgewerkt op 8 juli 2021. |                     |                     |                      |             |            |